# Vlag van Zuidzande

Vlag van Zuidzande

De vlag van Zuidzande is de vlag die de voormalige gemeente Zuidzande tussen 1957 en 1970 als gemeentevlag gebruikte. De vlag werd ingesteld bij het raadsbesluit van 15 januari 1957.
De beschrijving luidt: 
"Een witte vlag met een blauwe broekdiagonaal en in de broekhoek en de vluchttop een blauwe hoofdletter Z."
De vlag is identiek aan het gemeentewapen.
Met de gemeentelijke herindeling van 1970 ging de gemeente deel uitmaken van de gemeente Oostburg waarvoor een nieuwe vlag werd ontworpen.

## Verwante afbeeldingen

Het wapen van Zuidzande
De vlag van Oostburg

Aardenburg 
· Arnemuiden 
· Axel 
· Baarland 
· Biervliet 
· Biggekerke 
· Borssele 
· Breskens 
· Brouwershaven 
· Bruinisse 
· Burgh 
· Domburg 
· Dreischor 
· Driewegen 
· Duiveland 
· Ellewoutsdijk 
· 's-Gravenpolder 
· Groede 
· Haamstede 
· 's-Heer Abtskerke 
· 's-Heer Arendskerke 
· Hoedekenskerke 
· Hontenisse 
· IJzendijke 
· Kloetinge 
· Kortgene 
· Koudekerke 
· Krabbendijke 
· Kruiningen 
· Mariekerke 
· Meliskerke 
· Middenschouwen 
· Nieuw- en Sint Joosland 
· Nisse 
· Noordgouwe 
· Oostburg 
· Oostkapelle 
· Oud-Vossemeer 
· Oudelande 
· Ovezande 
· Poortvliet 
· Retranchement 
· Rilland-Bath 
· Ritthem 
· Sas van Gent 
· Scherpenisse 
· Schoondijke 
· Sint-Annaland 
· Sint Jansteen 
· Sint-Maartensdijk 
· Sint Philipsland 
· Sluis 
· Sluis-Aardenburg 
· Stavenisse 
· Valkenisse 
· Vogelwaarde 
· Waarde 
· Waterlandkerkje 
· Wemeldinge 
· Westdorpe 
· Westerschouwen 
· Westkapelle 
· Wissenkerke 
· Wolphaartsdijk 
· Zaamslag 
· Zierikzee 
· Zuiddorpe 
· Zuidzande